# Тънък течен филм
Понятието тънки течни филми обединява пенните, емулсионните и умокрящите тънки слоеве, наричани още тънки филми (на английски: thin films).
Под тънък филм се разбира филм, в който приносът на повърхностните сили е съществен. Характерната дебелина на тези филми е от порядъка на 5-50 nm. Формата им е силно анизодиаметрична, със съотношение дебелина: латерални размери от порядъка на 1:10000 и са по принцип неравновесни образувания. Кинетиката на изтъняване и стабилността на течните филми са определящи фактори за стабилността на емулсии и пени. Теорията на течните филми се използва при моделиране на процесите на флотация, стабилността на хранителни и козметични емулсии и др.
Тънките течни филми се изследват експериментално чрез клетката на Шелудко и везната на Израелашвили.
Като всяка дисперсна система, тънките течни филми са енергетично неизгодни, а следователно и неустойчиви образувания: оптималната форма на течност в отсъствие на външни сили е тази с минимална повърхност, например сферична капка.

## Сили, действащи в тънък течен филм
Формата на тънкия филм се поддържа от повърхностното напрежение {\displaystyle \scriptstyle \gamma }. Всяко отклонение от първоначалната форма на ципата е свързано с образуване на нова повърхност и загуба на енергия, и при прекратяване на външното въздействие, повърхностното напрежение заличава неравностите и филма възвръща първоначалната си форма. Силата, предизвикваща изглаждането на повърхността се нарича капилярно налягане p{\displaystyle \scriptstyle \gamma }.
От друга страна, формата на двете повърхности на филма е подложена на постоянно механично въздействие от страна на термичните флуктуации в системата. Върху всяка флуидна повърхност, флуктуациите възбуждат вълни, наречени капилярни флуктуационни вълни, деформиращи повърхността.
Във филмите, в посока нормална на повърхността им, действат още повърхностните сили, характеризиращи се с разклинящото налягане {\displaystyle \scriptstyle \Pi }, дефинирано като разлика в налягането върху повърхността на тънкия филм и налягането в хомогенна течност, от която е изтеглен филма и която се намира в равновесие с него. По дефиниция, положително разклинящо налягане води до отблъскване между двете повърхности на филма, а отрицателно - до привличане. При дадени условия, разклинящото налягане свива или удебелява филма до една равновесна дебелина h*, при която {\displaystyle \scriptstyle \Pi } = 0. Този филм се нарича неравновесен, и се намира в неустойчиво равновесие.
За да се стигне до късане на тънкия филм, трябва да има привличане между двете му повърхности, т.е., {\displaystyle \scriptstyle \Pi }< 0. Това е необходимо, но не и достатъчно условие за нестабилност. При възникване на деформация в тънкия филм (вследствие на флуктуационните сили или външно въздействие), на тази деформация филма реагира не само с появяващото се разклинящото налгане {\displaystyle \scriptstyle \delta \Pi }, което се стреми да изтъни филма в областта на деформацията, но и с капилярното налягане {\displaystyle \scriptstyle \delta }p{\displaystyle \scriptstyle \gamma }, което се стреми обратно, да върне филма в началното състояние. Знакът на сумата на тези две сили определя дали смущението на филма ще замре ({\displaystyle \scriptstyle \delta \Pi }+{\displaystyle \scriptstyle \delta }psigma > 0, устойчив филм), или ще се разрастне ({\displaystyle \scriptstyle \delta \Pi }+{\displaystyle \scriptstyle \delta }psigma< 0, неустойчив филм). Тези две критериални неравенства са формулирани от българския физикохимик Алексей Шелудко и полагат основата на съвременното учение за стабилността на тънките течни филми.